# Autobahn Ningde–Shangrao
Die Autobahn Ningde–Shangrao oder Ningshang-Autobahn (chinesisch 宁上高速公路, Pinyin Nìngshàng gāosù gōnglù, englisch Ningshang Expressway), chin. Abk. G1514, ist eine Ende 2012 eröffnete regionale Autobahn in den Provinzen Fujian und Jiangxi im Osten Chinas. Die 380 km lange Autobahn beginnt an der Autobahn G15 bei der Küstenstadt Ningde, führt in nordwestlicher Richtung über Fu’an und Wuyishan nach Shangrao und mündet dort in die Autobahn G60 ein.